# Flughafen Cuernavaca

i8
i11
i13
Der Flughafen Cuernavaca (spanisch Aeropuerto Internacional de Cuernavaca, IATA-Code: CVJ, ICAO-Code: MMCB) ist ein nationaler Flughafen bei der Großstadt Cuernavaca im Bundesstaat Morelos im Zentrum Mexikos. Der Flugbetrieb ist derzeit eingestellt.

## Lage
Der Flughafen Cuernavaca liegt ca. 50 km (Luftlinie) südlich von Mexiko-Stadt in einer Höhe von etwa 1303 m.

## Flugverbindungen
Derzeit finden keine Flüge statt.

## Passagierzahlen
Im Jahr 2016 wurden noch ca. 25.000 Passagiere abgefertigt.